# Переменная звезда типа Дельты Щита

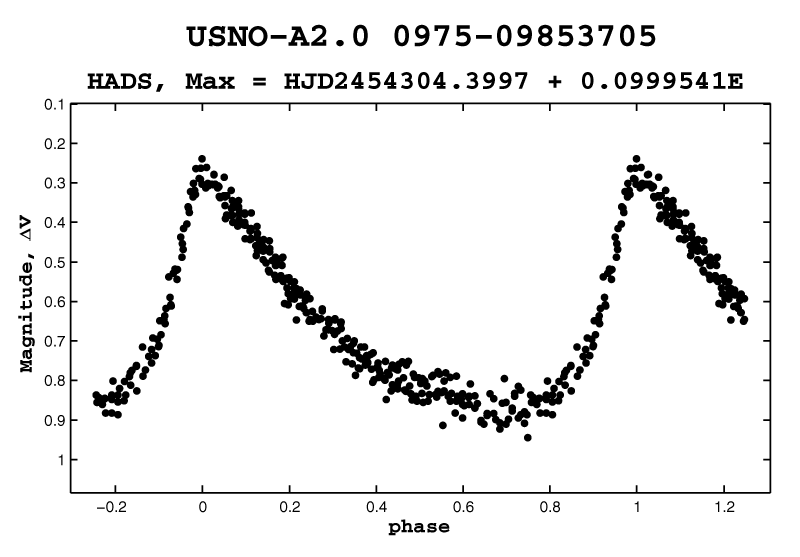
Фазовая кривая блеска в фильтре V переменной звезды типа Дельта Щита с большой амплитудой (0,6^{m}) периода ≈0,1 дня из созвездия Рака, по ПЗС-наблюдениям.

Переме́нная ти́па δ Щита́ (δ Sct) — переменная звезда, светимость которой резко меняется из-за радиальных и нерадиальных пульсаций поверхности звезды.

## Описание
Обычно к этому типу относятся гиганты или звёзды главной последовательности спектрального класса от A0 до F5 с амплитудой изменения блеска от 0,003 до 0,9 звёздных величин с периодом в несколько часов. Форма кривой блеска, период и амплитуда обычно сильно меняются. Наблюдаются как радиальные, так и нерадиальные пульсации. У некоторых звезд этого типа переменность блеска наступает спорадически и иногда полностью прекращается; не исключено, что это следствие сильной амплитудной модуляции с нижним пределом амплитуды не более 0,001m. Кривая изменения блеска является почти зеркальным отображением кривой лучевых скоростей: максимум скорости расширения поверхностных слоев звезды запаздывает по отношению к максимуму блеска не более, чем на 0,1m.
Прототипом класса звёзд является δ Щита, меняющая свой блеск от +4,6m до +4,79m с периодом 4,65 часа. К этому классу звёзд также относятся Денебола (β Льва) и β Кассиопеи. Предполагается, что Вега (α Лиры) относится к этому типу переменных звёзд.

## Примечательные переменные типа δ Sct
| Имя      | Обозначение Байера    | Спектральный класс | Видимая звёздная величина (Максимум) | Вариации амплитуды (m) | Период (дней) |
| -------- | --------------------- | ------------------ | ------------------------------------ | ---------------------- | ------------- |
| Вега     | α Лиры                | A0 V               | -0,02                                | 0,07                   | 0,19          |
| Денебола | β Льва                | A3 V               | 2,14                                 | 0,025                  | -             |
| Каф      | β Кассиопеи           | F2 III—IV          | 2,25                                 | 0,06                   | 0,1043        |
|          | Ро Кормы              | F6 IIp             | 2,68                                 | 0,19                   | 0,14088       |
|          | Гамма Волопаса        | A7 III             | 3,02                                 | 0,05                   | 0,2903        |
| Феркад   | Гамма Малой Медведицы | A3 II—III          | 3,04                                 | 0,05                   | 0,1430        |
|          | IK Пегаса A           | A8 V               | 6,10                                 | 0,03                   | 0,0437        |